# Crângurile
Crângurile ist eine Gemeinde im Kreis Dâmbovița in der Walachei in Rumänien. Gemeindesitz ist Bădulești.

## Geographische Lage

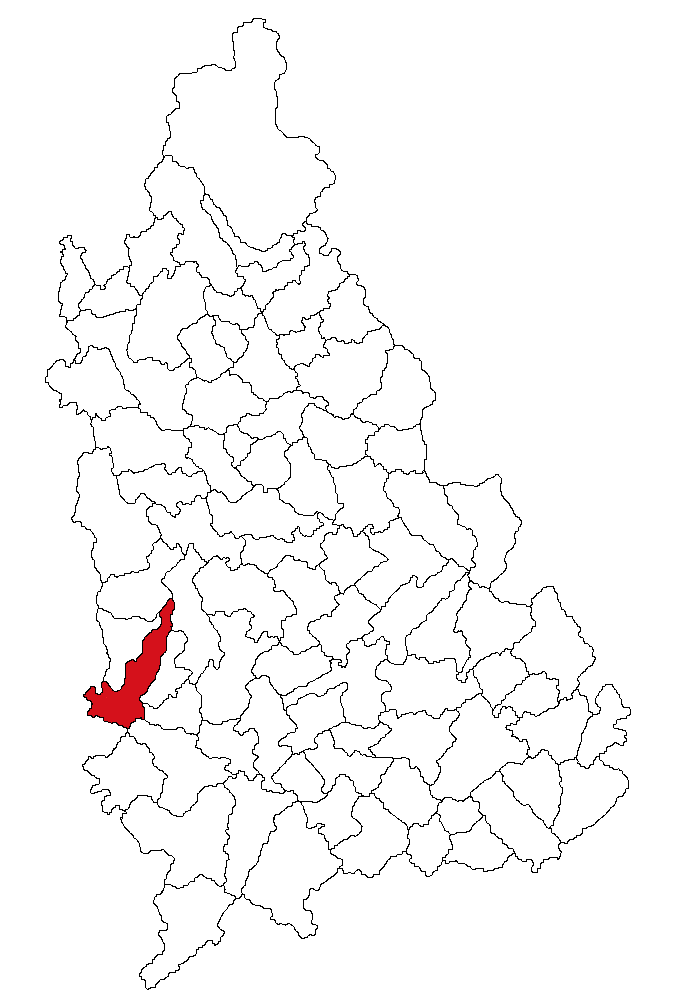
Lage der Gemeinde Crângurile im Kreis Dâmbovița

Im Süden Rumäniens in der historischen Region Große Walachei gelegen, befindet sich die Gemeinde im Westen des Kreises Dâmbovița. Der Gemeindesitz von Crângurile liegt am Potopu – ein linker Zufluss des Sabars –, rund 7 Kilometer nordwestlich der Kleinstadt Găești an der Nationalstraße DN7 zwischen Bukarest und Pitești im Westen des Kreises Dâmbovița. Die Gemeinde besteht aus acht Dörfer. 
Es herrscht hier ein Seeklima (Cfb) vor.

## Bevölkerung
2002 lebten in der Gemeinde 3451 Menschen, davon waren 3159 Rumänen, 288 Roma, zwei Magyaren, ein Türke und ein Bewohner sonstiger Ethnie. Die Volkszählung vom 20. Oktober 2011 ergab in der Gemeinde Crângurile eine Bevölkerungszahl von 3394 Einwohnern. 2499 davon waren Rumänen, 765 Roma und 129 Menschen wurden ohne ethnische Angaben registriert.

## Wirtschaft
Auf dem Areal der Gemeinde Crângurile befindet sich auch die von Chemischen Stoffen verunreinigte Ablagerungsstelle einer Chemiefabrik die hier von 1958 bis 2004 in betrieb war. Bei Bodenproben wurden Restbestände von Schadstoffen wie Chrom, Chrom(IV)-chlorid wie auch Blei gefunden. Ende 2012 sollte die Vergabe zur Ausführung der Sanierung des Geländes erfolgen.
In der Gemeinde gibt es eine größere Milch- und Käsefabrik. Dennoch leben die meisten Menschen in Armut.